# Courtomer (Orne)
Courtomer es una comuna francesa situada en el departamento de Orne, en la región de Normandía.

## Demografía
| 849 | 783 | 698 | 659 | 636 | 676 | 718 |
| Para los censos de 1962 a 1999 la población legal corresponde a la población sin duplicidades (Fuente: INSEE [Consultar]) |     |     |     |     |     |     |